# 개맨드라미
개맨드라미는 석죽목의 열대 식물이다.

## 특징
1 온스 (약 28.35 그램) 당 43,000 여개의 씨앗울 생산할 정도로 씨앗의 크기가 작다.

## 용도
비누의 원료로 쓰인다. 그리고 서부 아프리카에 식용이 가능한 잎이 자라는 개맨드라미의 품종인 라고스 시금치는 요루바어로 soko yòkòtò이며 하우사어로 farar áláyyafó라고 부른다.

## 같이 보기
- 맨드라미